# Tularia bractea
Tularia bractea är en snäckart som först beskrevs av Robert F. Burn 1962.  Tularia bractea ingår i släktet Tularia och familjen Flabellinidae. Inga underarter finns listade i Catalogue of Life.